# Поллак, Ярослав
Я́рослав По́ллак (чеш. Jaroslav Pollák; 11 июля 1947 — 26 июня 2020) — чехословацкий футболист, полузащитник. Чемпион Европы 1976 года.

## Карьера

### Клубная
Выступал за три чехословацких клуба: «Кошице», «Дукла» из Банской-Бистрицы (оба ныне словацких клуба) и «Спарта» из Праги (ныне чешский клуб). Также выступал за австрийский «Ред Булл» из Зальцбурга. Карьеру завершил в возрасте 41 года.

### В сборной
В сборной провёл 49 игр, забил один гол. В составе сборной сыграл на чемпионате мира 1970. Также становился чемпионом Европы в 1976 году и бронзовым призёром первенства Европы в 1980 году.